# Werner Wienecke
Werner Wienecke (* 28. September 1944) ist ein ehemaliger deutscher Badmintonspieler.

## Karriere
Werner Wienecke gewann 1966 seine erste Bronzemedaille bei den DDR-Mannschaftsmeisterschaften mit dem Team von EBT Berlin. Ein Jahr später konnten die Berliner diese Platzierung verteidigen. 1968 und 1969 reichte es dagegen nur noch zu Rang 6 und Rang 5.

## Sportliche Erfolge
| Saison    | Veranstaltung                | Disziplin  | Platz | Name |
| --------- | ---------------------------- | ---------- | ----- | --- |
| 1965/1966 | DDR-Mannschaftsmeisterschaft | Mannschaft | 3     | EBT Berlin (Lothar Diehr, Klaus Adam, Werner Wienecke, Hans Abraham, Günter Görges, Kurt Willumeit, Gerd Migdal, Heide Puchert, Christel Heinicke, Hannelore Kühne, Wilke)         |
| 1966/1967 | DDR-Mannschaftsmeisterschaft | Mannschaft | 3     | EBT Berlin (Lothar Diehr, Gerd Migdal, Hans Abraham, Klaus Adam, Werner Wienecke, Günter Görges, Kurt Willumeit, Heide Puchert, Hannelore Kühne, Christel Heinicke, Renate Migdal) |
| 1967/1968 | DDR-Mannschaftsmeisterschaft | Mannschaft | 6     | EBT Berlin (Lothar Diehr, Gerd Migdal, Werner Wienecke, Wolfgang Bartz, Dietmar Drechsler, Margit Maehs, Renate Schütz)                                                            |
| 1968/1969 | DDR-Mannschaftsmeisterschaft | Mannschaft | 5     | EBT Berlin (Lothar Diehr, Wolfgang Bartz, Hans Abraham, Klaus Adam, Kurt Willumeit, Werner Wienecke, Dietmar Drechsler, Gudrun Abraham, Margit Maehs)                              |

## Referenzen
- René Born: Badminton in Tröbitz (Teil 1 – Die Anfänge, die Medaillengewinner, die Statistik.) Eigenverlag, 2007.

| Personendaten    | Personendaten              |
| ---------------- | -------------------------- |
| NAME             | Wienecke, Werner           |
| KURZBESCHREIBUNG | deutscher Badmintonspieler |
| GEBURTSDATUM     | 28. September 1944         |